# Arctia pulchrior
Arctia pulchrior là một loài bướm đêm thuộc phân họ Arctiinae, họ Erebidae.